# 醃海雀
醃海雀（Kiviak）是一種起源自格陵蘭一帶因紐特人的傳統飲食，是將生海雀塞進生海豹腹腔内發酵的肉類食品。
因含有豐富維他命，是居住格陵蘭酷寒環境裡重要的補充來源。

## 製作
作法是將捕獲到的海豹腔内器官挖空，之後把抓來的海雀不去掉羽毛或嘴喙直接塞進海豹肚子裡。在此過程中會盡可能填滿，一般情況下一頭海豹約可塞入百隻左右海雀。
塞完海雀後，把海豹肚子縫住並塗抹潤脂加以密封，再放在地面上用石頭壓住減少空氣流通。等待發酵的時間約需數個月甚至一年以上。

## 食用
食用方式是將海雀從海豹肚内取出後，將全身羽毛拔掉。除直接撕裂生肉來品嚐外，也可用嘴在海雀排泄處吸食其體內發酵過的內臟漿液、或是頭部的腦漿。另外內臟也可作為當地烤肉時的調味醬。

## 其它
英國BBC頻道節目《人類星球》也曾在2011年期間介紹此料理。而日本動漫作品《農大菌物語》也有一些篇幅引用了醃海雀。
在2013年8月曾有數人於格陵蘭Siorapaluk一帶以絨鴨之類的鳥類、來取代海雀為材料製作了此食品，但因發酵過程不完全而引發肉毒桿菌中毒死亡。